# Margaret Anne Florence
Margaret Anne Florence (Charleston, 8 dicembre 1978) è un'attrice, cantante e modella statunitense.
Ha lavorato soprattutto a New York.
Ha debuttato al cinema nel 2006 con il film La mia super ex-ragazza.

## Filmografia parziale

### Cinema
- La mia super ex-ragazza, regia di Ivan Reitman (2006)
- The New Daughter, regia di Luise Berdejo(2009)
- The Mighty Macs, regia di  Tim Chambers (2009)
- The Irishman, regia di Martin Scorsese (2019)
- Terrifier 3, regia di Damien Leone (2024)

### Televisione
- Sentieri – soap opera, 3 puntate (2007-2008)
- Law & Order - I due volti della giustizia – serie TV, episodio 18x18 (2008)
- White Collar – serie TV, episodio 1x04 (2009)
- Nurse Jackie - Terapia d'urto – serie TV, episodio 2x04 (2010)
- Blue Bloods – serie TV, episodio 1x07 (2010)
- 30 Rock – serie TV, 2 episodi (2012)
- Inside Amy Schumer – serie TV, 2 episodi (2013)
- Sun Records – serie TV, 8 episodi (2017)